# Boss (电影)
《Boss》（韓語：보스）是一部2025年上映的韩国喜剧动作片，由《率性而活》《Mr. Idol》的导演罗喜灿执导，趙宇鎮、鄭敬淏、朴智焕、李奎炯主演。剧情讲述龙头市最大组织“家族派”选出下一任Boss前，组织成员们为了各自的梦想，互相拼命地“让出”Boss之位，将于2025年10月中秋节档期在韩国上映。

## 演员阵容

### 主要人物
- 趙宇鎮 饰演 顺泰，“家族派”2号人物，为了延续三代人的中餐馆“美美露”不得已加入组织，并成长为组织的二把手，但他现在并不想成为组织老大，而是想通过中餐馆连锁事业获得成功。
- 鄭敬淏 饰演 强表，下一任Boss的候选人之一，为了处理组织的背叛者，甚至结束了自己10年的学校生活。
- 朴智焕 饰演 板虎，Boss候选人中唯一一个想成为Boss的人，虽然对成为Boss的渴望比任何人都强烈，但因为天生的单纯和愚昧，万年停留在组织3号人物的位置上。
- 李奎炯 饰演 泰奎，顺泰的左膀右臂，连续10年在顺泰的中餐馆担任配送员。

### 其他人物
- 吴达洙 饰演 仁术，“家族派”的大脑和实权人物。
- 黃雨瑟惠 饰演 智英，顺泰的妻子，中餐馆“美美露”的实权者。
- 鄭釉珍 饰演 莲仁，强表的女友。
- 高昌錫

### 特别出演
- 李星民

## 制作

### 发展
《南山的部長們》《从邪恶中拯救我》等电影的制作公司Hive Media Corp代表金元国在2020年12月的采访中透露正在筹备罗喜灿导演的新片《Boss》。2022年11月，正式宣布趙宇鎮、鄭敬淏、朴智焕、李奎炯、吴达洙、黃雨瑟惠及鄭釉珍参演该片。

### 拍摄
主体拍摄于2023年4月6日开始进行。

## 发行
2025年8月发布首款预告海报，并宣布定于同年10月中秋节档期在韩国正式上映。